# Kormos Ilonka
Kormos Ilonka, született Kováltsik Ilona Anna Berta (Németújfalu-Pusztaszentmihályfa, 1882. november 4. – Budapest, 1962. július 18.) magyar színésznő.

## Életútja
Kováltsik Amál malomellenőr és Zaklutál/Zaklukál Berta leányaként született, 1882. november 12-én keresztelték. Színésznő lett 1904. április havában. 1908-ban a Népszínházban nagy sikerrel játszotta el a Bob herceg címszerepét, 1910. január 11-én a Király Színház vendége volt; ekkor az Elvált asszony Gonda szerepét adta elő. Ez év őszén a színház szerződtetett tagja lett, de már egy év múlva megvált az intézettől. 1912-ben az An der Wien-hez hívták meg Bécsbe, ahol április elején mutatkozott be az Éva című operettben. 1914-ben a Király Színházban játszott, 1915-ben a Télikert és a Budai Színkör tagja volt. 1916-ban fellépett a Népoperában a Vígszínház társulatával, majd 1917-ben visszatért a Király Színházhoz. 1921-ben a Fővárosi Orfeumban játszott. 1923. szeptember 15-én Budapesten, a Terézvárosban házasságot kötött Németh László Lipót műépítésszel, akitől 1960-ban elvált. A Budai Irgalmasrendi Kórházban hunyt el agylágyulás következtében.

## Főbb szerepei
- Bob herceg (Huszka Jenő)
- Gonda (Fall: Elvált asszony)
- Éva (Lehár Ferenc)
- Sylvia (Kálmán Imre: A csárdáskirálynő).

## Filmszerepe
- Egy koldusgróf (1917)